# Martin Elze
Martin Elze (* 26. September 1927 in Rostock; † 3. Juli 2023 in Schöllkrippen) war ein evangelischer Kirchenhistoriker und Hochschullehrer.

## Leben
Elze, ein Sohn des Medizinprofessors Curt Elze und Bruder des Historikers Reinhard Elze, wurde nach der Promotion am 1. März 1958 zum Dr. theol. in Tübingen und der Habilitation am 24. Juni 1964 an der Universität Tübingen Privatdozent. Von 1967 bis 1976 lehrte er als ordentlicher Professor für Neues Testament und Kirchengeschichte (Schwerpunkt: Patristik) an der Universität Hamburg. Seit 1976 war er Pfarrer in Aschaffenburg und seit 1980 Dekan im Dekanat Würzburg und Honorarprofessor der Universität Würzburg.
Er lebte in Vormwald (Sommerkahl) und verfasste einige Beiträge zur Stadtgeschichte Würzburgs.

## Schriften (Auswahl)
- Tatian und seine Theologie (= Forschungen zur Kirchen- und Dogmengeschichte. Band 9). Vandenhoeck & Ruprecht, Göttingen 1960, OCLC 905641578 (zugleich Dissertation, Tübingen 1958).
- Überlieferungsgeschichtliche Untersuchungen zur Christologie der Ignatiusbriefe. Tübingen 1964, OCLC 720476140 (zugleich Habilitationsschrift, Tübingen 1964).